# Blood On The Dance Floor (banda)
Blood On The Dance Floor (abreviado como BOTDF) fue un dúo musical de Orlando, Florida. Estaba formado principalmente por el vocalista principal Dahvie Vanity y el vocalista Jayy Von Monroe que también se encargaba de los screams. El grupo se rompió en 2016, Dahvie Vanity, aun así el líder del grupo anunció que la banda volvería a la vida el 5 de mayo de 2017, con un nuevo integrante: Fallon Vendetta. El grupo se disolvió en 2019. La banda desde el 2006 no ha firmado con ninguna gran discográfica; además tienen su propio sello independiente, Dark Fantasy Records.
Sus composiciones contienen synth pop, power-pop y dance; además, los temas explícitos y crueles en la mayoría de las líricas de las canciones y la tendencias y los actos andróginos que adoptan, han sido tema de controversia.
Los últimos tiempos del grupo, donde fueron ya perdiendo muchos fans, fueron salpicados por el drama ocurrido con una menor de edad, Jessie Slaughter, quien fue abusada y vapuleada por Dahvie Vanity y sus fans, después de colgar unos vídeos en Internet en los que afirmaba tener una relación con este. 
Después de todo el asunto con Jessie, empezaron a salir a la luz varios casos de niñas menores de edad que afirmaron haber sido violadas por Dahvie, siendo el ya un hombre de 24 años. Y es un poco después de todo esto que el grupo se disolvió.
La reputación de Dahvie Vanity se vio muy afectada por comentarios que Jeffrey Star hizo en su momento asegurando que el tema de las menores era cierto, aunque luego se retractó  y por el abandono del grupo por parte de Jayy von Monroe, quien explicó que el trato por parte de Dahvie era más que dominante, irrespetuoso y abusivo.

## Historia
En 2007, Dahvie Vanity comenzó una banda llamada Love The Fashion con Christopher Mongillo y Rebecca Fugate más tarde se transformó en Blood On The Dance Floor. El grupo entró a un estudio y grabó su primer álbum, Let's Start A Riot, el 16 de abril de 2008. Mientras que la banda promocionó este trabajo se continuó en grabaciones y se lanzó su segundo álbum, It's Hard to Be a Diamond In a Rhinestone World. el 12 de septiembre del mismo año. Mongillo y Fugate no fueron capaz de salir de gira, por lo que Vanity fue el único miembro, saliendo de gira por el área de Florida. Vanity pronto se ganó un gran club de fanes llamado "Slash Gash Terror Crew".

### All the Rage!! y (R)evolution(2009–2012)
En el tour, Vanity contactó a Garrett Ecstasy, para que se uniese a la banda como screamer. El dúo comenzó a grabar nuevo material en el 2009, lanzando tres EP, I Scream I Scream, OMFG Sneak Peak y Extended Play! en el 2009. BOTDF comenzó el "OMFG Tour" por todo Estados Unidos. En septiembre del 2009, Ecstasy fue expulsado a mitad del tour, debido a ser acusado que le robó a Dave. En el mismo mes, durante el "I Scream I Scream Tour", una joven menor de edad acusó a Vanity de haberla violado después de un concierto en Denver, Colorado. Los cargos fueron retirados cuando la presunta víctima se negó a utilizar un kit de violación. Más tarde, en 2011, la chica creó un vídeo en YouTube anunciando que había inventado la historia para llamar la atención.
Garret fue reemplazado por Matty M y Jayy von Monroe, comenzando a grabar un álbum a finales del 2009, pero antes de comenzar la grabación Matty dejó la banda por razones desconocidas. La nueva alineación fue anunciada en el "Crunk Kids Tour '09". El dúo también se asoció con Jeffree Star para grabar tres canciones. Blood On The Dance Floor se embarcó en el "2 DRUNK 2 FUCK Tour" y al "Lookin' Hot & Dangerous Tour" con Star en el 2010, durante en el tour la relación de ambos se convirtió en hostil por razones desconocidas y debido a las peleas las canciones no se agregaron al álbum.
Antes del lanzamiento, numerosos singles se lanzaron desde octubre de 2009 a septiembre del 2010. En octubre del 2010, la banda anticipó el lanzamiento de su álbum, siendo lanzado el día 5, siendo posicionado en el #5 en el US Electro y el #12 en el US Heat. La banda comenzó dos tours, "Epic Tour" y "Epic Tour Part II", en promoción. Dos videos musicales fueron grabados, Believe y Death To Your Heart!, debido a estos, la banda comenzó a tener un éxito mayor y apareciendo su música en canales televisivos.
Cuando se grabó su tercer álbum, al poco tiempo comenzó con el trabajo de un cuarto álbum para Blood On The Dance Floor. Artistas como GODS PAPARAZZI, KatiKaine, Rusty Lixx, James Egbert, Lady Nogrady, JJ Demon y Nick Nasty participaron en el álbum como músicos invitados. 
La banda participó en el Warped Tour, en junio del 2011. En este tour, la banda lanzó su álbum, titulado All The Rage y lanzado el 14 de junio, siendo posicionado en el #13 en el US Electro.
El compilatorio llamado The Legend Of Blood On The Dance Floor fue lanzado el 31 de octubre.
En el 2012, iban a sacar el nuevo álbum "(R)evolution" el Día de San Valentín, pero creyeron que necesitaba más tiempo de trabajo y decidieron posponerlo para junio de 2012. En su lugar, sacaron un nuevo sencillo, "The Right To Love!", luchando por los derechos del colectivo LGBT+ y de la libertad. La banda también ha colaborado con bandas como Nathan Ryan, Elena Vladimirova, Angelspit, Deuce, Haley Rose, Shawn Brandon.
Sacaron su sencillo Unforgiven el 13 de marzo y (R)evolution el 19 de junio.
The Anthem Of The Outcast (2012) fue lanzado el 30 de octubre de 2012.

### Bad Blood, Cruel Pornography, Scissors y separación(2013–2016)
El 18 de febrero de 2013, el líder del grupo lanzó el sencillo I Refuse to Sink! (Fuck the Fame). Seguido del primero, se publicó el segundo Crucified by Your Lies. Después de este, fue lanzado el tercero Something Grimm.
El grupo lanzó el álbum Bad Blood el 3 de septiembre de 2013.
El sencillo We're Takin over! que contó con la colaboración de Deuce, fue publicado el 7 de febrero de 2014. Otras canciones como Poison Apple (con Jeffree Star), Call Me Master, Bitchcraft y Freaks Do It Better! (Con Kerry Louise) fueron lanzadas a ITunes. Finalmente el álbum Bitchcraft fue puesto a la venta el 10 de junio de 2014, con todos los sencillos anteriormente mencionados exceptuando We're Takin over!.
El 14 de febrero de 2016 saca a la venta el sencillo Safe Word. Meses más tarde se lanzó el que sería el último álbum de estudio Scissors.
El 14 de septiembre de 2016, poco después del retiro de Javy Von Monroe, Dahvie Vanity anunció que el grupo se disolveria después de un último tour final.
El 24 de diciembre de 2016 se lanzó el que sería el último álbum recopilatorio del grupo, Rip 2006-2016. Este último álbum incluye un tema inédito: Rest in Peace.
Dahvie Vanity, inició su carrera como solista en Sinners are Winners, una banda breve que tuvo 2 discos For Begginers (2016) y The Invocation (2017).

### Regreso, nuevo álbum y fin de la banda (2017 - 2019)
En abril de 2017, Vanity anunció que habría un nuevo integrante, también dijo que Blood on the Dance Floor volvería el 5 de mayo (pero sin Jayy Von Monroe). También se anunció un nuevo álbum que saldrá a la venta el 31 de octubre de 2017, titulado Kawaii Monster.
Poco después, en 2018, se lanzó Haunted, You Are the Heart, con canciones inéditas y algunas versiones japonesas de las canciones de Kawaii Monster, y en mayo, otro álbum titulado Cinema Erotic.
En abril de 2019, Spotify retiró la música del grupo por violar la política de contenido, ya que según Spotify, las canciones "promocionan e incitan al odio o la violencia".
El 4 de septiembre de 2019, el grupo lanzó su último álbum titulado Hollywood Death Star, en la canción THIS IS THE END, se despide de sus fanes poniendo fin al grupo.
El cantante, Dahvie Vanitiy volvió a probar suerte como solista en su nueva banda Kawaii Monster, homónimo al álbum de su anterior grupo con el EP Poison Love.

## El retiro de Jayy Von Monroe
El 5 de septiembre de 2016, el segundo vocalista, Jayy Von Monroe, hizo público su deserción de la banda por motivos no mencionados. Los últimos años, Jayy Von Monroe ha estado trabajando en su propia carrera, como solista y Drag Queen, haciendo shows por Estados Unidos, por lo que se especula que su razón fue el velar por su carrera.

## Miembros

### Miembros anteriores
- Dahvie Vanity — voz, guitarra, bajo, piano, programación, electrónicos (2006-2019)
- Fallon Vendetta – Vocal (2017-2019)

- Christopher Mongillo — guitarra, coros (2007-2008)
- Rebecca Fugate — electrónicos, coros (2007-2008)
- Garrett Ecstasy — voz (2008-2009)
- Matty M — voz (2009)
- Jayy von Monroe — voz, piano, programación, electrónicos (2009-2016)

### Miembros de apoyo
- Rusty Lixx — batería, guitarra (2009 - 2016)
- Nick Nasty — batería, electrónicos, guitarra, coros (2010 - 2016)
- Carter Harris — sintetizadores, programación, electrónicos (2011 - 2016)
- Alex Gilbertson — bajo (2011 - 2016)

## Discografía
Álbumes de estudio
- Lets Start a Riot! (2008)
- It's Hard to Be a Diamond in a Rhinestone World (2008)
- Epic (2010)
- All the Rage! (2011)
- (R)Evolution (2012)
- The Anthem Of The Outcast (2012)
- Bad Blood (2013)
- Bithcraft (2014)
- Master of Death (2015)
- Cruel Pornography (2015)
- Scissors (2016)
- Kawaii Monster (2017)
- Haunted (2018)
- Hollywood Death Star (2019)